# كريستيان لارا (مخرج)
كريستيان لارا (بالفرنسية: Christian Lara)‏ هو كاتب سيناريو ومنتج أفلام ومصور سينمائي ومخرج فرنسي، ولد في 25 يناير 1939 في باس-تير في فرنسا.

## وصلات خارجية
- كريستيان لارا على موقع IMDb (الإنجليزية)
- كريستيان لارا على موقع ألو سيني (الفرنسية)
- كريستيان لارا على موقع أول موفي (الإنجليزية)
- كريستيان لارا على موقع قاعدة بيانات الفيلم (الإنجليزية)
- كريستيان لارا على موقع كينوبويسك (الروسية)